# Regard (revue)
Pour les articles homonymes, voir Regard (homonymie).
Regard est une revue d'art fondée en 1981 par l'artiste peintre Marie Morel.

## La revue
La revue Regard est une toute petite revue d'art fondée en 1981 par Marie Morel. Chaque numéro est entièrement consacré à un artiste, un peintre, ou un poète actuel. Regard mesure 10 cm sur 15 cm pour une vingtaine de pages. Les textes, les interviews et les dessins publiés sont toujours des inédits.
Regard ne se trouve pas en librairie, mais uniquement disponible sur abonnement. La revue paraît environ six fois par an, à un rythme irrégulier. Sa diffusion se fait de bouche à oreille, sans aucune publicité.
En 2008, pour fêter son centième numéro, un livre sur la revue a été publiée, Regard, histoire d’une petite revue d’art, Éditions Regard et Chalut-Mots, 200 pages. Au même moment, le musée de la Halle Saint-Pierre a consacré une exposition qui retraçait l'histoire de Regard.
De nombreuses personnalités du monde de la culture, reçoivent ou ont reçu Regard dans leur vie, à l'instar du peintre Jean Dubuffet. Pierre Soulages, Agnès Varda, Edgar Morin, Michel Onfray, Pascal Quignard, etc. Une relation intime qu'entretient Marie Morel avec ses milliers d'abonnés. Chaque Regard est présenté comme un cadeau, avec son lot d'inattendu. L'artiste y glisse dans l'enveloppe des paillettes, des mots doux et d'autres surprises.

## Artistes publiés (sélection)
- Chomo
- Ernest Pignon-Ernest
- Jean Rustin
- Robert Combas
- Gilbert Lascault
- Charles Juliet
- Pierre Bourgeade
- Louis Pons
- André Verdet
- Michel Butor
- André de Richaud
- Odette Ducarre
- Stani Nitkowski
- Jean Deyrolle
- Pierre Bourgeade
- Aube Breton

## Numéros déjà parus
| N°  | Année | Numéro consacré à :                                                |
| --- | ----- | ------------------------------------------------------------------ |
| 1   | 1981  | Pierre-Alain Hubert                                                |
| 2   |       | Décharges, poubelles                                               |
| 3   |       | Louis Pons                                                         |
| 4   |       | François Ozenda                                                    |
| 5   |       | Robert Malaval                                                     |
| 6   |       | André de Richaud                                                   |
| 7   |       | Lucien David                                                       |
| 8   | 1986  | Les ateliers - Georges Adilon                                      |
| 9   |       | Raymond Reynaud                                                    |
| 10  |       | Chomo                                                              |
| 11  | 1987  | Gilbert Pastor                                                     |
| 12  |       | Jean-Jacques Ceccareli                                             |
| 13  |       | Pierre Bettencourt                                                 |
| 14  |       | Paul Trajman                                                       |
| 15  |       | Robert Morel                                                       |
| 16  |       | Michel Butor                                                       |
| 17  |       | Bérénice Constans                                                  |
| 18  |       | René Bolle-Reddat                                                  |
| 19  |       | Paul Duchein                                                       |
| 20  |       | Pierre Marquer                                                     |
| 21  |       | Virginie Peyre                                                     |
| 22  |       | Anne-Marie Corot                                                   |
| 23  |       | Graziella Borhesie                                                 |
| 24  |       | Le musée de Laduz                                                  |
| 25  |       | Monique Apple                                                      |
| 26  |       | Emmelie Adilon                                                     |
| 27  |       | L'art actuel                                                       |
| 28  |       | Pascal Verbena                                                     |
| 29  |       | Francis Marschall                                                  |
| 30  |       | Marie-Rose Lortet                                                  |
| 31  |       | Simon Le Carre - Galimard                                          |
| 32  |       | Marcel Béalu                                                       |
| 33  |       | André de Richaud                                                   |
| 34  |       | Estaque                                                            |
| 35  | 1993  | Véronique Filozof                                                  |
| 36  |       | Alain Diot                                                         |
| 37  |       | André Verdet                                                       |
| 38  |       | Jephan de Villiers                                                 |
| 39  |       | Erich Schmid                                                       |
| 40  |       | Pierre-André Benoit                                                |
| 41  |       | M'an Jeanne                                                        |
| 42  |       | Pierre Skezely                                                     |
| 43  |       | Les salades                                                        |
| 44  |       | François Mathey                                                    |
| 45  | 1995  | André Moiziard                                                     |
| 46  | 1995  | Jean Moiziard                                                      |
| 47  |       | César Geoffray                                                     |
| 48  |       | Le musée du Père Noël                                              |
| 49  |       | Dominique le Tricoteur                                             |
| 50  | 1996  | Sophie Hutin                                                       |
| 51  |       | Les bouteilles de « X »                                            |
| 52  | 1996  | Charles Juliet                                                     |
| 53  |       | Nicole Baye                                                        |
| 54  |       | Alfred Effantin                                                    |
| 55  | 1997  | Jean Deyrolle                                                      |
| 56  | 1997  | Dans l'escalier - Dessins de Benoît (6 ans), texte de Robert Morel |
| 57  | 1997  | Marie Ducaté                                                       |
| 58  | 1997  | Les timbres d'Eni Looka                                            |
| 59  |       | André Escard                                                       |
| 60  | 1998  | Marina Bourdoncle et Eugène Leroy                                  |
| 61  | 1998  | Jean-François Reymond                                              |
| 62  | 1998  | Marcelo Modrego                                                    |
| 63  |       | Michel Reverbel                                                    |
| 64  | 1998  | Les agendas de Dominique Briffaut                                  |
| 65  | 1999  | Nicolas Cardon                                                     |
| 66  | 1999  | André Lauro                                                        |
| 67  | 1999  | Jean Rustin                                                        |
| 68  | 1999  | Danielle Denouette                                                 |
| 69  | 1999  | Parlez-nous de l'Art                                               |
| 70  | 2000  | Olivier Fournier                                                   |
| 71  |       | Gilbert Lascault                                                   |
| 72  | 2000  | Anne et Henri Sotta                                                |
| 73  | 2000  | Robert Combas                                                      |
| 74  | 2001  | Henri Cueco                                                        |
| 75  | 2001  | Ronan-Jim Sévellec                                                 |
| 76  | 2001  | Roland Roure                                                       |
| 77  | 2001  | Stani Nitkowski                                                    |
| 78  | 2002  | Élizabeth Prouvost                                                 |
| 79  | 2002  | Pétra Werle                                                        |
| 80  | 2002  | Ernest Pignon-Ernest                                               |
| 81  | 2002  | Maurice Fanciello                                                  |
| 82  |       | Pierre Bourgeade                                                   |
| 83  | 2003  | Loïc Barbotin                                                      |
| 84  | 2003  | Chantal Dunoyer                                                    |
| 85  | 2004  | Christine Morin                                                    |
| 86  | 2004  | Jean-Marc Toubeau                                                  |
| 87  | 2004  | Eni Looka                                                          |
| 88  |       | Mylène Besson                                                      |
| 89  |       | Baudoin                                                            |
| 90  | 2005  | Anne Poiré & Patrick Guallino                                      |
| 91  | 2005  | Pierre Leloup                                                      |
| 92  | 2006  | Odette Ducarre                                                     |
| 93  | 2006  | Clemence                                                           |
| 94  |       | Pierre Bassard                                                     |
| 95  | 2007  | Claude Alexandre                                                   |
| 96  |       | Louis Malval                                                       |
| 97  | 2007  | Marc Petit                                                         |
| 98  | 2007  | Jacques Lefebvre                                                   |
| 99  |       | Brigitte Laureau                                                   |
| 100 | 2008  | Les belles lettres                                                 |
| 101 | 2008  | Les chaises de Christophe Lorenzonie                               |
| 107 | 2010  | Sophie Fattal                                                      |
| 108 | 2010  | Jacques Flacher                                                    |
| 111 | 2011  | Philippe Joly                                                      |
| 112 |       | Morio                                                              |
| 113 | 2011  | Violette                                                           |
| 114 | 2011  | Les trésors de Carine Lorenzoni                                    |
| 115 | 2012  | Gilbert Pastor                                                     |
| 116 | 2012  | Gilles Briaud                                                      |
| 117 | 2012  | Denise A. Aubertin                                                 |
| 118 | 2012  | Les enveloppes peintes d'Ingrid Bey                                |
| 119 | 2013  | Sylvain Corentin                                                   |
| 120 | 2013  | Diane de Bournazel                                                 |
| 121 | 2013  | Jean-Yves Gosti                                                    |
| 122 | 2013  | Jean Tirilly                                                       |
| 123 | 2014  | Jean Louis Bouchard - Les poulaillers                              |
| 124 | 2014  | Pascal Guichard                                                    |
| 127 |       | Alain Bresson                                                      |
| 128 | 2015  | Agathe Eristov                                                     |
| 129 | 2015  | Marjolaine Larrivé - Secrètes Savonettes                           |
| 130 | 2015  | Isabelle Faivre                                                    |
| 131 | 2016  | Joseph Delteil                                                     |
| 133 | 2016  | Agnès Payart-Saegeman                                              |
| 134 | 2016  | Henri Samouilov                                                    |
| 135 | 2016  | Rémi Marianowski                                                   |
| 138 | 2017  | Cécile Rama                                                        |
| 139 | 2017  | Pierre Morel                                                       |
| 146 | 2019  | Jean Troccon                                                       |

## Sources

### Émissions de radio
- Regard, un œil grand ouvert sur un art singulier, chronique "les Émois" sur la revue d’art Regard de Marie Morel, par Céline du Chéné , France Culture, 2016[3]
- Regard, entretien au sujet de la revue d’art et de poésie Regard, Kriss – Crumble sur France Inter, 2009

### Films
- La Petite Revue, France 3 Rhône-Alpes, Sylvie Adam et Valérie Benais, octobre 2017[4]